# Grimmia hamulosa
Grimmia hamulosa là một loài Rêu trong họ Grimmiaceae. Loài này được Lesq. mô tả khoa học đầu tiên năm 1868.